# 东耶路撒冷

东耶路撒冷地图，圖中藍色部分是猶太人控制及居住的地區，而綠色則是阿拉伯人居住的地區。

东耶路撒冷（羅馬化：al-Quds ash-Sharqiya，羅馬化：Mizraḥ Yerushalayim）是中东地区一个归属有争议的地区，通常是指1967年六日战争以后被以色列占领的耶路撒冷的东部市区，其中包括了耶路撒冷旧城和犹太教、基督教和伊斯兰教一些最神圣的圣地，如西牆、圣殿山和圣墓教堂。
东耶路撒冷是在1967年第三次中东战争被以色列占领，现被并入耶路撒冷区，而巴勒斯坦国则将其设为西岸地区十一省之一的耶路撒冷省。耶路撒冷省面积335平方公里，人口328,601。東耶路撒冷面積約為70平方公里。
1948年第一次中东战争以后，耶路撒冷被分为东西两部分，以犹太人为主的西部，由以色列统治；而以阿拉伯人为主的东部，则由约旦占领。住在西耶路撒冷的阿拉伯人被迫逃离，住在东部的犹太人也同样被迫逃走。在约旦统治的19年中，东耶路撒冷地区只有耶路撒冷希伯来大学所在的斯科普斯山还在以色列人手中。1967年六日战争以后，整個耶路撒冷都在以色列政府统治之下，连同附近一些村庄一起，与西耶路撒冷合并。
東耶路撒冷的這個說法，始於約旦管治時期耶路撒冷的管轄區，面積70平方公里。而斯科普斯山在約旦統治時期作為以色列的外飛地，一直不被視作東耶路撒冷的一部分。

## 历史

### 约旦统治
根据1947年联合国分治计划，耶路撒冷将成为一座国际城市，既不是犹太国家也不是阿拉伯国家的一部分。1948年第一次中东战争中，以色列夺取了西耶路撒冷，在此建行政首都，而东耶路撒冷（包括老城）则被约旦占领。约旦立即驱逐了老城犹太区的所有犹太人居民，摧毁了许多犹太会堂，橄榄山的古代犹太墓地遭到亵渎。1950年，东耶路撒冷和西岸其他地区均被约旦合并。约旦对西岸的合并只得到了英国的承认，但英国未承认约旦对东耶路撒冷的統治。东耶路撒冷吸收了一些来自西耶路撒冷阿拉伯人难民，他们受以色列管辖。
在约旦统治时期，东耶路撒冷的重要性有所下降，不再是首都，失去了与沿海地区的联系，削弱了它商业中心的地位，由于商人和行政人员搬往安曼，城市人口也开始下降。仅仅保留了宗教和地区中心的地位。
1960年代，东耶路撒冷取得了经济进步，旅游业发展迅速，宗教圣地吸引了大批基督徒与穆斯林前来朝圣（但猶太人並不容許進入），约旦政府1966年計劃把東耶路撒冷連同周邊城市及村落合併為都會區，但計劃尚未落實，東耶路撒冷便於翌年六日戰爭後被以色列佔領。

### 以色列統治
1967年的六日戰爭後，以色列佔領了約旦河西岸，其中包括東耶路撒冷；最終以色列吞併了6.4平方公里約旦管轄的耶路撒冷區和64平方公里約旦河西岸附近的耶路撒冷城，其中包括鄰近的鄉鎮及幾個村莊。
在以色列的統治下，所有宗教信仰的人士均能在很大程度上獲准進入他們的聖地，當中包括穆斯林維持控制的聖殿山及聖地。原有的西牆前的摩洛哥城區被拆毀，改成大型的露天開放廣場。1948年被摧毀的猶太區亦重新興建。
為了預防巴勒斯坦人滲透及第二次起義的暴力衝突，以色列決定圍繞耶路撒冷的東部邊界興建隔離牆。規劃結構經過約旦河西岸的郊區，其中有一些是屬於巴勒斯坦民族權力機構管轄的東耶路撒冷部分。隔離牆受到很多批評，而以色列最高法院裁定部分障礙（包括東耶路撒冷在內的部分）必須進行修正。
2006年1月25日舉辦的巴勒斯坦立法議會選舉中，居於當地的約6300名巴勒斯坦東耶路撒冷阿拉伯人被允許在當地投票，其他住民則需要到西岸票站投票。最終哈馬斯贏得四席，法塔赫贏得兩席，即使以色列禁止哈馬斯在市內進行公開競選活動。而在1996年的立法議會選舉中有不到6000人被允許投票。
2017年12月13日，伊斯蘭合作組織宣布承認東耶路撒冷為巴勒斯坦國的首都，作為對時任美國總統唐納·川普承認耶路撒冷為以色列首都進行國際政治的抗議及制衡。

### 引用
1. ↑  .   [2007-04-27]. （原始内容存档于2022-04-07）.
2. ↑  .   [2022-05-23]. （原始内容存档于2019-05-11）.
3. ↑  .   [2017-12-14]. （原始内容存档于2021-03-17）.